# 根岸町 (横浜市)
根岸町（ねぎしちょう）は、神奈川県横浜市中区の町名。現行行政地名は根岸町1丁目から根岸町3丁目（字丁目）。住居表示未実施区域。

## 地理
中区の南西部に位置し、北西に滝之上、北東に根岸加曽台、南に千鳥町、西に磯子区東町と接している。

### 地価
住宅地の地価は、2025年（令和7年）1月1日の公示地価によれば、根岸町3丁目135番1外の地点で30万5000円/m²となっている。

## 歴史

### 沿革
- 1901年（明治34年）4月1日 - 久良岐郡根岸村が横浜市に編入され、横浜市根岸町となる[7]。
- 1917年（大正6年））7月24日 - 埋め立てによる編入[8]。
- 1919年（大正8年）6月17日 - 根岸町の一部を山元町へ編入[8]。
- 1927年（昭和2年）10月1日 - 横浜市の区制施行により、中区を新設[9]。横浜市中区根岸町となる。根岸町の一部を磯子区西根岸町、同区丸山町へ編入[10]。
- 1928年（昭和3年）9月1日 - 根岸町の一部を麦田町、大和町へ編入[11]。
- 1933年（昭和8年）4月1日　- 磯子区西根岸町の一部を根岸町に編入。根岸町の一部を根岸芝生台、寺久保、塚越、大平町、簑沢、大芝台、仲尾台、滝之上、根岸加曽台、豆口台、立野、西竹之丸、大和町、鷺山、柏葉、矢口台、根岸台、池袋、本牧荒井、本牧緑ケ丘、山元町、竹之丸、間門町、西之谷町へ編入[12]。
- 1955年（昭和30年）4月1日 - 横浜市電の間門～八幡橋開業[13][14][15]。町内を市電が通るようになる。
- 1957年（昭和32年）10月15日 - 埋め立てによる編入[16]。
- 1962年（昭和37年）9月21日 - 埋め立てによる編入[17]。
- 1963年（昭和38年）5月7日 - 埋め立てによる編入[17]。
- 1964年（昭和39年）5月19日 - 国鉄根岸線が開通し[13]、町内を線路が通るようになる。
- 1965年（昭和40年）1月13日 - 埋め立てによる編入[17]。

## 世帯数と人口
2025年（令和7年）6月30日現在（横浜市発表）の世帯数と人口は以下の通りである。
| 丁目        | 世帯数    | 人口    |
| ----------- | --------- | ------- |
| 根岸町1丁目 | 215世帯   | 400人   |
| 根岸町2丁目 | 649世帯   | 1,458人 |
| 根岸町3丁目 | 955世帯   | 1,578人 |
| その他      | 3世帯     | 4人     |
| 計          | 1,822世帯 | 3,440人 |

### 人口の変遷
国勢調査による人口の推移。
| 年                 | 人口  |
| ------------------ | ----- |
| 1995年（平成7年）  | 2,245 |
| 2000年（平成12年） | 2,263 |
| 2005年（平成17年） | 2,257 |
| 2010年（平成22年） | 3,076 |
| 2015年（平成27年） | 3,230 |
| 2020年（令和2年）  | 3,417 |

### 世帯数の変遷
国勢調査による世帯数の推移。
| 年                 | 世帯数 |
| ------------------ | ------ |
| 1995年（平成7年）  | 1,047  |
| 2000年（平成12年） | 1,041  |
| 2005年（平成17年） | 1,073  |
| 2010年（平成22年） | 1,411  |
| 2015年（平成27年） | 1,497  |
| 2020年（令和2年）  | 1,665  |

## 学区
市立小・中学校に通う場合、学区は以下の通りとなる（2024年11月時点）。
| 丁目        | 番・番地等 | 小学校             | 中学校             |
| ----------- | ---------- | ------------------ | ------------------ |
| 根岸町1丁目 | 全域       | 横浜市立間門小学校 | 横浜市立本牧中学校 |
| 根岸町2丁目 | 全域       | 横浜市立間門小学校 | 横浜市立本牧中学校 |
| 根岸町3丁目 | 全域       | 横浜市立根岸小学校 | 横浜市立根岸中学校 |

## 事業所
2021年（令和3年）現在の経済センサス調査による事業所数と従業員数は以下の通りである。
| 丁目        | 事業所数 | 従業員数 |
| ----------- | -------- | -------- |
| 根岸町1丁目 | 12事業所 | 103人    |
| 根岸町2丁目 | 18事業所 | 187人    |
| 根岸町3丁目 | 53事業所 | 357人    |
| 計          | 83事業所 | 647人    |

### 事業者数の変遷
経済センサスによる事業所数の推移。
| 年                 | 事業者数 |
| ------------------ | -------- |
| 2016年（平成28年） | 90       |
| 2021年（令和3年）  | 83       |

### 従業員数の変遷
経済センサスによる従業員数の推移。
| 年                 | 従業員数 |
| ------------------ | -------- |
| 2016年（平成28年） | 612      |
| 2021年（令和3年）  | 647      |

## 施設
- 神奈川県立衛生看護専門学校

### かつて存在していた施設
- 間門飛行場[27] - 戦後、在日米軍によって設置された小型飛行機用の飛行場[28][29]。伊勢佐木飛行場を閉鎖して、こちらに移転してきた。北側は横浜市主要地方道82号山下本牧磯子線（現・根岸駅から間門交差点まで）に接し、南側は現在の根岸線に接する範囲で、中区と磯子区にまたがっていた。滑走路は東西方向であり、400メートル弱だった[30]。米軍の接収の解除は、1955年3月から1960年6月にかけて段階的になされた[27]。
- 横浜赤十字病院 - 通称「日赤病院」。1964年から2005年まで七曲公園[31]の西隣にあった。その後、中区新山下に移転し、新たに横浜市立みなと赤十字病院となった。

## その他

### 日本郵便
- 郵便番号 : 231-0836[3]（集配局：横浜港郵便局[32]）

### 警察
町内の警察の管轄区域は以下の通りである。
| 丁目        | 番・番地等 | 警察署     | 交番・駐在所 |
| ----------- | ---------- | ---------- | ------------ |
| 根岸町1丁目 | 全域       | 山手警察署 | 根岸交番     |
| 根岸町2丁目 | 全域       | 山手警察署 | 根岸交番     |
| 根岸町3丁目 | 全域       | 山手警察署 | 根岸交番     |